# Get a Grip
Get A Grip udsendt i april 1993 fuldender Aerosmiths hattrick af hit-album. Det er sidste plade produceret i samarbejde med Bruce Fairbairn. Albummet blev Aerosmiths første #1 på Billboard 200 og indeholder hits som: Cryin', Crazy, Amazing og Livin' On The Edge. Af disse fire singler blev Amazing "ringest" placeret som #24 på Billboard single Top 100. Get a Grip rundede allerede i 1995 forgængeren Pump med 7 millioner solgte kopier i USA alene. Salget udenfor USA har rundet 15 millioner. Det gør Get A Grip til Aerosmiths bedst sælgende album til dato. Albummet sikrede også bandet yderligere to Grammy'er: for Livin' On The edge og Crazy.

## Trackliste
- 1. "Eat The Rich"
- 2. "Get A Grip"
- 3. "Fever"
- 4. "Livin' On The Edge"
- 5. "Flesh"
- 6. "Walk On Down"
- 7. "Shut Up And Dance"
- 8. "Cryin'"
- 9. "Gotta Love It"
- 10. "Crazy"
- 11. "Line Up"
- 12. "Amazing"
- 13. "Boogie Man"